# Elleniche di Ossirinco
Le Elleniche di Ossirinco (in greco:Hellenica Oxyrhynchia) è il nome dato a una storia della Grecia antica, databile fra la fine del V e i primi del IV secolo a.C., scoperta su frammenti di papiro rinvenuti a Ossirinco, in Egitto.

## L'autore
Gli studiosi moderni hanno dibattuto a lungo sull'identità dell'autore delle Elleniche. L'autore appare essere uno scrittore insigne, con notevoli competenze militari, politiche e giuridiche, con evidenti simpatie per gli aristocratici sebbene, nel contempo, manifesti simpatia anche per alcuni democratici come Conone o Trasibulo, con atteggiamento neutrale nei confronti delle potenze egemoni nella Grecia del IV secolo (Atene, Sparta o Tebe), conoscitore dell'opera di Tucidide, con uno stile di scrittura scarno ma attento ai particolari. 
Sono stati ipotizzati di volta in volta storici noti, come Androzione di Atene, Eforo di Cuma, Daimaco di Platea, Cratippo di Atene e Teopompo di Chio; ma per tutti sono state fatte obiezioni in base a motivazioni di ordine stilistico, cronologico o relative ai contenuti. 
Poiché sono sconosciuti sia l'autore che il titolo originario, l'opera è stata intitolata "Hellenica", per l'argomento relativo alla Grecia antica, e "Oxyrhynchia" dal luogo di ritrovamento dei papiri, mentre l'autore è indicato in letteratura con l'iniziale "P." (per "Papiro").

## Tradizione e contenuto
L'opera si è conservata attraverso tre gruppi di frammenti di papiro del II secolo. Il primo è il cosiddetto "papiro londinese", trovato nel 1906; ancora, il cosiddetto "papiro fiorentino", trovato nel 1934 e, infine, un frammento molto più breve dei precedenti, lungo circa 900 righe, detto "papiro del Cairo"
Nelle Elleniche di Ossirinco sono esposti gli avvenimenti relativi alla fase deceleica della guerra del Peloponneso (413-404 a.C.) e le vicende degli stati greci dal 407 a.C. fino alla spedizione di Agesilao in Asia Minore (396-395 a.C.). L'intera storia sembra essere quindi una continuazione di quella di Tucidide che, come è noto, si era interrotta al 411 a.C. Nell'opera ci sono spesso degli excursus relativi alla costituzione greca, come il capitolo XI in cui si espone la costituzione della Lega beotica.
La scoperta del primo papiro, nel 1906, portò a una svolta nel problema relativo al grado di fiducia da accordare agli storici dell'antica Grecia nel V-IV secolo a.C. Nel XIX secolo si presumeva che Senofonte, contemporaneo degli eventi delle sue narrazioni storiche, fosse più affidabile di uno storico posteriore come Diodoro Siculo. Le narrazioni dello storico "P.", il cui lavoro viene ammirato per la cultura e lo stile, sono d'accordo, invece, più con Diodoro che con Senofonte su molti punti chiave.